# トニー・マッケイ
トニー・マッケイ（Tony McQuay、1990年4月16日 - ）は、アメリカ合衆国の陸上競技選手で、400mを専門としている。2012年に開かれた2012年ロンドンオリンピックのアメリカ代表の一員である。

## 少年時代
マッケイはフロリダ州ウェストパームビーチに生まれた。同州リビエラビーチのサンコースト・コミュニティ高等学校（Suncoast Community High School）では、サンコースト・チャージャース陸上競技チーム（Suncoast Chargers track and field team）に所属し、100m、200m、400mを専門としていた。フロリダ高等学校陸上競技連盟主催の大会に出場し、高校3年生の時に400mで優勝した。サンコースト・コミュニティ高等学校時代は、アメリカンフットボールのチームにも所属し、チームの最も卓越したワイドレシーバー、最も上達したディフェンシブバック、そして最高のオールラウンド選手と見なされていた。

### 大学時代
マッケイはフロリダ州ゲインズビルにあるフロリダ大学へ進学し、マイク・ホロウェイコーチ率いるフロリダ・ゲイターズ・陸上競技チーム（Florida Gators track and field team）に所属、NCAAの大会に出場した。400mではマッケイは、2011年に室内選手権で優勝、2012年に室内・屋外ともに優勝し、サウスイースタン・カンファレンスで2度の優勝を収めた。2011年の全米陸上競技選手権大会では44秒68をマークし、オリンピック金メダリストのジェレミー・ウォリナーや世界選手権覇者のグレッグ・ニクソンとの接戦を制した。

### ロンドンオリンピック
2012年6月24日に開かれた代表選考会にてマッケイは400mで準優勝し、ロンドンオリンピックの400mと4x400mリレーのアメリカ代表に選出された。400mでは準決勝進出にとどまったが、4x400mリレーでは銀メダルを獲得した。

### 2013年世界選手権
ロシア・モスクワで開かれた世界選手権でマッケイは400mで44秒40の自己新記録をマークし、銀メダルに輝いた。アメリカのお家芸である男子400mの代表選手とあって、マッケイは出場前から期待が寄せられていた。4x400mリレーでは優勝した。